# 吴河乡
吴河乡，是中华人民共和国河南省信阳市商城县下辖的一个乡镇级行政单位。

## 行政区划
吴河乡下辖以下地区：
吴河村、曾洼村、马槽村、郭庙村、掌店村、漆中湾村、范棋村、陈洼村、高畈村、沈畈村、曾油坊村、六甲畈村、万安村、清塘坳村、莲花山村和开觉寺村。